# Bent Peder Rasch
Bent Peder Rasch (n. 31 mai 1934, Copenhaga, Danemarca – d. 26 noiembrie 1988, Vancouver, British Columbia, Canada) a fost un canoist ce a reprezentat Danemarca, medaliat olimpic. A participat la o ediție a Jocurilor Olimpice (1952) în care a câștigat o medalie de aur.

## Participări
Lista de mai jos prezintă principalele competiții la care a participat Bent Peder Rasch de-a lungul carierei.
- canoeing at the 1952 Summer Olympics – men's C-2 1000 metres[*]